# Karin Schulze
Karin Schulze z domu Rüger (ur. 1 kwietnia 1944 w Wernigerode) – niemiecka lekkoatletka specjalizująca się w skoku wzwyż, dwukrotna olimpijka. Podczas swojej kariery reprezentowała Niemiecką Republikę Demokratyczną. 

## Życiorys
Startując we wspólnej reprezentacji Niemiec zajęła 9. miejsce w skoku wzwyż na igrzyskach olimpijskich w 1964 w Tokio. W późniejszych startach reprezentowała NRD. Zajęła 2. miejsce w finale pucharu Europy w 1965 w Kassel, 7. miejsce na igrzyskach olimpijskich w 1968 w Meksyku i 5. miejsce na mistrzostwach Europy w 1969 w Atenach.
Była wicemistrzynią NRD w skoku wzwyż w 1968 i 1971 oraz brązową medalistką w 1964 i 1965. W hali była mistrzynią w 1964 i 1971, wicemistrzynią w 1969 i 1970 oraz brązową medalistką w 1965 i 1967.
Dwukrotnie poprawiała rekord NRD w skoku wzwyż do wysokości 1,76 m, uzyskanej 15 sierpnia 1964 w Poczdamie.

## Rekordy życiowe
Rekordy życiowe Schulze:
- skok wzwyż – 1,83 m (1 czerwca 1968, Sofia)